# WWE Smackdown
För punkbandet, see The Smackdown.
WWE Smackdown är en fribrottningsprogram skapad av World Wrestling Entertainment (WWE). Den sänds som TV-underhållning på fredagar i USA och även i andra delar av världen.